# Nicholas Hytner
Nicholas Hytner est un producteur et réalisateur britannique, né le 7 mai 1956 à Didsbury, Manchester (Royaume-Uni). Il a été de 2003 à 2015 le directeur artistique du Royal National Theatre de Londres.

## Biographie
Il a mis en scène The Country Wife de William Wycherley, Edouard II, Don Carlos, Miss Saigon, Orpheus Descending de Tennessee Williams et The History Boys d’Alan Bennett, adapté pour le cinéma en 2006. Dans L’Objet de mon affection, une romance sur l'amitié gay et l'homoparentalité, il évite les stéréotypes concernant les gays. 
En avril 2015, il annonce qu'il quitte le Royal National Theatre dont il était directeur depuis 2003. C'est Rufus Norris qui lui succède. 

## Filmographie

### Réalisateur
- 1994 : La Folie du roi George (The Madness of King George)
- 1996 : La Chasse aux sorcières (The Crucible)
- 1998 : L’Objet de mon affection (The Object of My Affection)
- 1998 : Twelfth Night, or What You Will (TV)
- 2000 : Danse ta vie (Center Stage)
- 2006 : History Boys (The History Boys)
- 2015 : The Lady in the Van

### Producteur
- 2006 : History Boys (The History Boys)